# Neufelden
Neufelden är en ort och kommun i Österrike. Den ligger i distriktet Rohrbach i förbundslandet Oberösterreich, 180 kilometer väster om huvudstaden Wien. 
Kommunen består av sex orter (Ortschaften) (inom parentes invånarantal 1 januari 2024):

- Langhalsen (23)
- Neufelden (896)
- Plankenberg (20)
- Pürnstein (156)
- Steinbruch (93)
- Unternberg (17)